# Wieluń-Zalesie
Wieluń-Zalesie – wieś w Polsce położona w województwie mazowieckim, w powiecie żuromińskim, w gminie Bieżuń. Ma status sołectwa.
Wierni Kościoła rzymskokatolickiego należą do parafii św. Rocha w Radzanowie.
W latach 1975–1998 miejscowość administracyjnie należała do województwa ciechanowskiego.